# جون كازاما
جون كازاما (باليابانية: 風間 準، بالروماجي: Kazama Jun)، موظفة في WWWC، منظمة لحماية الحياة البرية. تدعى جون من قبل أقاربها ب«المختارة». جون نفسية جداً وتستطيع الإحساس بطاقة غريبة تحيط بكازويا ميشيما، التي اتضحت فيما بعد بأنها الجين الشيطاني الذي يهدد بتحوله إلى نسخة شيطانية من نفسه. تحت أوامر الWWWC، أمرت جون باعتقال كازويا، الذي قام بقتل الكثير من الحيوانات المهدد بالانقراض. عندما قاربت بطولة ملك القبضة الحديدية الثانية على النهاية، أدركت جون بأن الطاقة الخارقة تنبع من ديفل. ولكن لا يمكنها المساعدة بالانجرار إليه بسبب القوة الغامضة الخارجة عن إرادتها.
أثناء بطولة ملك القبضة الحديدية 2، التقت جون بوانغ جينري الذي كان يبحث عن مقاتل باستطاعته التخلص من ديفل وهزيمته. أصبحت جون بعدها حاملاً من كازويا ميشيما. في نهاية البطولة، غادر ديفل كازويا وقرر الانتقال إلى طفل جون الذي لم يولد بعد. لكن جون، أثبتت أنها متفوقة وهزمت ديفل قبل الفرار إلى غابات ياكوشيما، حيث قررت العناية بطفلها بعيداً عن الشر والخطر. بعد ذلك أنجبت جون مولوداً صبياً، وأسمته جين. بعد 15 سنة من ولادة جين، أحست جون باقتراب أوغر وأمرت جين بالبحث عن جده هيهاتشي ميشيما. في إحدى الليالي، قام أوغر بالهجوم فعلاً. صرخت جون آمرة جين بالهروب، لكنه أراد حماية أمه المحبوبة من أوغر وقام جين بالهجوم؛ لكن جين هُزم وخر مغشياً عليه. عندما استيقظ جين، كان بيت كازاما ملتهباً وفُقدت جون. بحث جين بشكل محموم وسط الأنقاض، ولكنه لم يستطع العثور على والدته في أي مكان. شعر جين بالحزن وأقسم على الانتقام.
ظهرت جون في فيديو البداية البديل لتيكن 3 مع كازويا ميشيما وشخصية يمكن اللعب بها في اللعبة الغير رئيسية، تيكن تاغ تورنمنت. وعادت في التكملة، تيكن تاغ تورنمنت 2، كإحدى الشخصيات التي يمكن اللعب بها وأيضاً في المرحلة ماقبل الأخيرة. على الرغم من أن اللعبة غير رئيسية، إلا أنه ليس معلوماً إذا كان ظهورها رئيسياً.
ظهرت جون أيضاً كروح أو صورة لابنها جين كازاما في فيلم النهاية له في تيكن 4. أقنعت روح جون أو صورتها جين بالإبقاء على حياة هيهاتشي ميشيما. تكريماً لأمه.
في تيكن 6، تم ذكر جون مرات عديدة في بادئة صيغة حملة السيناريو، التي تعيد سرد الأحداث الرئيسية في ألعاب تيكن السابقة. في هذه البادئة، يوضح كازويا ميشيما كيف التقى جون. ويوضح كيف وجدها شجاعة وغامضة أيضاً. ويوضح جين أيضاً كم يفتقد أمه ويتمنى لو ما زالت معه. ويذهب إلى قوله ليوضح أنه هزم أوغر تكريماً لأمه.
ظهرت جون أيضاً كالشخصية الرئيسية في تيكن: ذا موشن بكتشر. تركز القصة على جون حيث حاولت تحرير كازويا ميشيما من الشر الذي بداخله، ومنعه من قتل والده، هيهاتشي ميشيما.
في فيلم 2010 تيكن، قامت الممثلة اليابانية تاملين توميتا بأداء دور جون كازاما.
في مقابلة حالية، صرح هارادا بأن كينغ 1، أرمور كينغ 1 وكوما 1 قد ماتوا. جون رسمياً «مفقودة».
من المتوقع أن تظهر جون في اللعبة القادمة ستريت فايتر X تيكن، حيث قال المخرج أونو بأنها الشخصية التي يريدها أن تُضمن على الغالبية.

## وصلات خارجية
- تيكن ويكي
- تيكنبيديا الإنجليزية